# Duff Beer
As Empresas Duff de Bebidas Alcoólicas (em inglês: Duff Beer) é a marca de cerveja favorita de Homer Simpson em Os Simpsons. O seu empregado mais conhecido que diz sempre: "Oooyee" e "Eu sou o Duffman" o Duffman!.
Em 2003, Bart Simpson e seus colegas da Escola Elementar de Springfield fizeram uma ameaça terrorista que todas as crianças também devem experimentar a cerveja Duff.

## Duff Beer na vida real
A Duff Beer é comercializada no mundo real por diversas empresas sem autorização oficial ou consentimento do criador de Os Simpsons, Matt Groening. Groening declarou que não pretendia jamais licenciar a marca Duff para uma bebida alcoólica verdadeira por temer encorajar crianças a beber, entretanto nenhum procedimento contra o uso é conhecido, permitindo o estímulo de consumo entre menores.
A Duff que está à venda não é um produto oficial da Fox, detentora dos direitos sobre a história da família Simpson. 
O responsável pela criação é o mexicano Rodrigo Contreras, que registrou a marca no México e lançou a cerveja na Espanha em 2007, numa parceria com a cervejaria belga Haacht Brewery. 
Na América do Sul, a bebida pode ser encontrada no Chile, no Paraguai e na Colômbia.
Os direitos de produção no Brasil foram adquiridos no ano passado pela Duff do Brasil. 
A bebida não é mais fabricada no Brasil, quem tinha os direitos da fabricação era a Saint Bier, responsável também pela produção da Cerveja Coruja.
Conrado Kaczynski, sócio da Duff do Brasil, explica que a fórmula muda de acordo com o país: "Enquanto as versões europeias são mais massificadas e baratas, tentamos fazer no Brasil uma cerveja premium que tenha um sabor leve e especial."
O nome da cerveja é uma homenagem ao baixista Duff Mckagan da banda de rock Guns N' Roses.